# Maria Cuțarida-Crătunescu
Maria Cuțarida-Crătunescu (Călărași,10 de febrero de 1857-Bucarest, 16 de noviembre de 1919) fue una médica rumana, la primera médica en Rumania. Partidaria activa de las feministas, fundó la Sociedad Materna en 1897 y en 1899 organizó la primera guardería en Rumania.

## Biografía
Nació en Călărași, se matriculó en la Facultad de Medicina de la Universidad de Zúrich en 1877, pero debido a las dificultades lingüísticas y las ventajas recibidas por los estudiantes con diplomas de Francia, se trasladó a la Universidad de Montpellier, donde hizo su tesis de licenciatura. Cuțarida-Crătunescu realizó sus prácticas hospitalarias y su doctorado en París. Se convirtió en doctora en 1884 y se graduó magna cum laude. Su tesis se titluló De l'hydrorrhée et de sa valeur séméiotique dans le cancer du col de l'utérus. Hizo una petición al Hospital Brâncovenesc, solicitando trabajar en un departamento médico postsecundario «Enfermedades de la mujer», pero fue rechazada sin explicación y, en cambio, se le asignó un puesto de profesora de higiene. En 1886 se convirtió en jefa del departamento de higiene del asilo "Elena Lady", y en 1891 fue jefa del departamento de ginecología del Hospital Filantropia de Bucarest. 
En 1897 fundó una sociedad materna para ayudar a los niños pobres, y fue invitada a congresos en Bruselas (1907) y Copenhague (1910), donde presentó las acciones médicas rumanas iniciadas contra la mortalidad infantil y un estudio sobre guarderías en Rumania. Era feminista y presentó El trabajo de las mujeres en Rumanía, sobre el trabajo intelectual de las mujeres rumanas, en un Congreso celebrado en París en 1900. Durante la Primera Guerra Mundial trabajó como médica en el Hospital Militar n.º 134. Se retiró después de la guerra, probablemente por motivos de salud, y murió en Bucarest en 1919.